# Русизам
Русизам је појам који означава речи или језичка значеља у српском или неком другом језику које представљају позајмљенице и усвојене речи које потичу из руског језика.
Русизми се у српском језику јављају посредно – преко писаних извора (речници, преводи књижевних дела из руске књижевности). Процес преузимања речи из руског језика почео је крајем 19. века, достигао је врхунац у периоду после Другог светског рата, када је тзв. совјетизам био доминантан на просторима где живе Срби.
Појава русизама повезана је и са појачаним интересовањем за руску књижевност, када су почела интензивно да се преводе дела руских реалистичких писаца. Многи тзв егзотичности, речи које се односе на типичне руске појаве, нпр. балалајка, самовар, степа, а понекад су коришћене речи које су имале еквивалент у српском, али су допринеле стварању „руске атмосфере“.
Под појмом русизам у ширем смислу подразумевамо основну и изведену реч руског порекла код које се сачувала јака формално-семантичка веза са моделом или је та веза ослабила да готово не постоји, као и ону реч неруског порекла преузету из руског језика у коме се одомаћила или пак преузету из или преко руског посредством других језика при чему може бити руског или неруског порекла, а коју говорни представници језика примаоца могу доживљавати или као домаћу или као страну.

## 19 век
У овом периоду настало је доста усвојених речи, од којих су неке ушле у језик као изворне руске речи: бодар, смело, посета, пуковник, тачно, вероватно, а неке као руски калкови из других језика (најчешће немачког) : имитирати, граница, својство .

## Период 1945-1948
Ово је период најинтензивнијег усвајања руских речи. Почиње реорганизација друштва по узору на СССР, појављују се речи карактеристичне за совјетски начин живота. На пример совјетизми агитка, бољшевик, петолетка, уравниловка или егзотизми чекиста, комсомолац, профсојуз, суботник итд.
Појављују се и скраћенице, на пример ЦК (централни комитет), генсек (генерални секретар), а њихова појава утиче на стварање хрватских скраћеница као што су: АП (аутономна покрајина), СКОЈ (Савез комунистичке омладине Југославије), ОУР ( организација удруженог рада), СИЗ (самоуправна интересна заједница).
У овом периоду забележене су две врсте промена у руским речима: пренос значења (реч је преузета из страног језика, а њено значење остаје непромењено) и адаптација значења (реч је већ преузета, али је њено значење проширено). На пример реч натуршчик на руском значи живи модел, манекенка, а на српском означава особу која није професионални глумац, која игра на филму, телевизији или у позоришту оно што је иначе у животу, баћушка – сва тројица значења су преузета из руског: „отац“, „народно име за православног свештеника“ и „обраћање међу Русима“, а у српском су му додата значења „рус“ и „руски војник“).